# 大竹かおる
大竹 かおる（おおたけ かおる、1961年6月29日 - ）は、日本の元タレントであり、女優、歌手である。1982年（昭和57年）の 『クラリオンガール』（8代目）として知られる。

## 人物
1961年（昭和36年）、神奈川県生まれ。文化女子大学短期大学部に在学中だった1981年（昭和56年）、1982年度『クラリオンガール』（8代目）に選出された。男性誌のグラビアページなどに多数登場したほか、女優として、テレビドラマ 『西部警察 PART-III』（テレビ朝日） などにも出演した。また、映画 『ジェラシー・ゲーム』（監督・東陽一、日活、1982年8月公開）では、女優として出演するのみならず、歌手として映画と同名の主題歌を歌った。

## 出演作品
映画
- ジェラシーゲーム（1982年／にっかつ）監督・東陽一

## 関連商品
- 写真集 『スコラスペシャル6 -大竹かおる写真集』 (撮影・山岸伸、スコラ)
- シングルレコード 『ジェラシー・ゲーム』 （ちあき哲也/筒美京平/大谷和夫、SMS、1982年5月）